# Czernyola synneura
Czernyola synneura är en tvåvingeart som beskrevs av Willi Hennig 1938. Czernyola synneura ingår i släktet Czernyola och familjen träflugor. Inga underarter finns listade i Catalogue of Life.